# Kådisbellan
Kådisbellan (bra Loucuras de Garoto) é um filme dano-sueco de 1993, do gênero drama, dirigido e escrito por Åke Sandgren, baseado no romance autobiográfico homônimo de Roland Schütt.
Rebatizado em inglês como The Slingshot, foi selecionado como representante da Suécia à edição do Oscar 1994, organizada pela Academia de Artes e Ciências Cinematográficas.

## Elenco
- Jesper Salén - Roland Schütt
- Stellan Skarsgård - Fritiof Schütt
- Basia Frydman - Zipa Schütt
- Niklas Olund - Bertil Schütt
- Ernst-Hugo Järegård - Lundin
- Ernst Günther - Principal
- Axel Düberg - Inspetor Gissle
- Reine Brynolfsson - Hinke Berggren